# 1958 코파 델 헤네랄리시모 결승전
1958 코파 델 헤네랄리시모 결승전(스페인어: La Final de la Copa del Generalísimo de 1958)은 현재 코파 델 레이로 알려진 스페인 컵대회의 54번째 결승전이다. 이 경기는 1958년 6월 29일, 마드리드의 산티아고 베르나베우에서 열렸고, 아틀레티코 빌바오가 레알 마드리드를 2-0으로 이기고 우승을 거두었다.

## 상세 경기 정보
| 아틀레티코 빌바오         | 2–0               | 레알 마드리드 |
| ------------------------- | ----------------- | ------------- |
| 아리에타 20′ · 마우리 23′ | 리포트 (스페인어) |               |

| 아틀레티코 빌바오: |    |                        |
|                    |    |                        |
| GK                 | 1  | 카르멜로 세드룬        |
| DF                 | 2  | 호세 오루에            |
| DF                 | 3  | 헤수스 가라이          |
| DF                 | 4  | 카니토                 |
| MF                 | 5  | 마누엘 에투라          |
| MF                 | 6  | 마우리                 |
| FW                 | 7  | 이그나시오 우리베      |
| FW                 | 8  | 콜도 아기레            |
| FW                 | 9  | 에네코 아리에타        |
| FW                 | 10 | 호세 아르테체          |
| FW                 | 11 | 아구스틴 가인사 (주장) |
| 감독:              |    |                        |
| 발타사르 알베니스  |    |                        |

| 레알 마드리드:      |    |                          |
|                     |    |                          |
| GK                  | 1  | 후안 알론소 (주장)       |
| DF                  | 2  | 앙헬 아티엔사            |
| DF                  | 3  | 호세 에밀리오 산타마리아 |
| DF                  | 4  | 라파엘 레스메스          |
| MF                  | 5  | 후안 산티스테반          |
| MF                  | 6  | 호세 마리아 사라가       |
| FW                  | 7  | 호세이토                 |
| FW                  | 8  | 엔리케 마테오스          |
| FW                  | 9  | 알프레도 디 스테파노     |
| FW                  | 10 | 엑토르 리알              |
| FW                  | 11 | 헤수스 페레다            |
| 감독:               |    |                          |
| 루이스 카르니글리아 |    |                          |

## 같이 보기
- 구 고전 더비